# Lutit
Lutit (lateinisch lutum „Schlamm“) ist ein Sedimentgestein mit einer durchschnittlichen Korngröße von weniger als 2 µm. Ein Lutit entspricht damit Gesteinen, die den Tonsteinen zuzurechnen sind. Die Bezeichnung Lutit ist vor allem bei der Klassifikation von Kalksteinen gebräuchlich, bei denen die korngrößenabhängige Bezeichnung Tonstein nicht sinnvoll ist, weil sie sich in erster Linie nur auf siliziklastische Gesteine bezieht.